# Unión San Felipe
Maillots
Le Club de Deportes Unión San Felipe est un club de football chilien, basé à San Felipe dans la Région de Valparaíso. Le club est né le 16 octobre 1956 de la fusion entre l'Internacional et Tarcisio. Il évolue actuellement en 1re division chilienne. Son rival historique est le Trasandino de Los Andes. 
C'est le seul club de l'Histoire du football chilien à avoir remporté consécutivement le championnat de 2e division (en 1970), puis celui de 1re division (en 1971).

## Palmarès
- Championnat du Chili (1) : 1971.
- Coupe du Chili (1) : 2009.
- Championnat du Chili de 2e division (3) : 1970, 2000 et 2009.
- Participation à la Copa Libertadores (1) : 1972.

## Anciens joueurs
- Jaime Ramírez Banda
- Óscar Fabbiani

## Anciens entraîneurs
- Luis Santibáñez